# Élections régionales de 1990 en Sarre
Les élections régionales de 1990 en Sarre (en allemand : Landtagswahl im Saarland 1990) se tiennent le 28 janvier 1990 afin d'élire les 51 députés de la 10e législature du Landtag pour un mandat de cinq ans.
Le scrutin est marqué par la victoire du SPD du ministre-président Oskar Lafontaine, qui confirme et accroît sa majorité absolue acquise en 1985.

## Contexte
Aux élections régionales du 10 mars 1985, le SPD de l'ancien bourgmestre de Sarrebruck Oskar Lafontaine, déjà première force politique de la Sarre, s'adjuge l'exacte majorité absolue du Landtag avec 26 députés sur 51 et 49,2 % des suffrages exprimés. C'est la première alternance depuis que le Land a rejoint l'Allemagne de l'Ouest en 1955.
Ainsi, la CDU du ministre-président Werner Zeyer, à la tête du gouvernement régional depuis six ans, est renvoyée dans l'opposition avec moins de 40 % des voix et 20 députés. Le FDP/DPS du ministre de l'Économie Horst Rehberger n'est pas en mesure de sauver la « coalition noire-jaune » au pouvoir même avec son bon résultat de 10 % des exprimés et cinq parlementaires.

## Mode de scrutin
Le Landtag est constitué de 51 députés (en allemand : Mitglied des Landtags, MdL), élus pour une législature de cinq ans au suffrage universel direct et suivant le scrutin proportionnel d'Hondt.
Chaque électeur dispose d'une voix, qui compte double : elle lui permet de voter pour une liste de candidats, le Land comptant un total de trois circonscriptions plurinominales ; elle est alors automatiquement attribuée au parti politique à laquelle cette liste est rattachée.
Lors du dépouillement, l'intégralité des 51 sièges est répartie en fonction des voix attribuées aux partis, à condition qu'un parti ait remporté 5 % des voix au niveau du Land. La répartition est ensuite répétée dans les trois circonscriptions.

## Campagne

### Principales forces
| Parti | Parti                                                                              | Chef de file                                       | Résultats de 1985          |
| ----- | ---------------------------------------------------------------------------------- | -------------------------------------------------- | -------------------------- |
|       | Parti social-démocrate d'Allemagne Sozialdemokratische Partei Deutschlands         | Oskar Lafontaine (Ministre-président)              | 49,2 % des voix 26 députés |
|       | Union chrétienne-démocrate d'Allemagne Christlich Demokratische Union Deutschlands | Klaus Töpfer (Ministre fédéral de l'Environnement) | 37,3 % des voix 20 députés |
|       | Parti démocrate de la Sarre Demokratische Partei Saar                              | Horst Rehberger                                    | 10,0 % des voix 5 députés  |

## Résultats

### Voix et sièges
| Parti                             | Parti                                        | Voix    | Voix  | Sièges | Sièges        | Sièges | Sièges | Sièges        |
| Parti                             | Parti                                        | Votes   | %     | Circ.  | +/-           | Land   | Total  | +/-           |
| --------------------------------- | -------------------------------------------- | ------- | ----- | ------ | ------------- | ------ | ------ | ------------- |
|                                   | Parti social-démocrate d'Allemagne (SPD)     | 377 502 | 54,39 | 25     | 4             | 5      | 30     | 4             |
|                                   | Union chrétienne-démocrate d'Allemagne (CDU) | 231 983 | 33,42 | 15     | 1             | 3      | 18     | 2             |
|                                   | Parti démocrate de la Sarre (FDP/DPS)        | 39 113  | 5,53  | 1      | 3             | 2      | 3      | 2             |
|                                   | Les Républicains (REP)                       | 23 263  | 3,35  | 0      | en stagnation | 0      | 0      | en stagnation |
|                                   | Les Verts (Grünen)                           | 18 380  | 2,65  | 0      | en stagnation | 0      | 0      | en stagnation |
|                                   | Parti national-démocrate d'Allemagne (NPD)   | 1 628   | 0,23  | 0      | en stagnation | 0      | 0      | en stagnation |
|                                   | Parti des familles d'Allemagne (Familie)     | 1 396   | 0,20  | 0      | Nv.           | 0      | 0      | Nv.           |
|                                   | Parti communiste allemand (DKP)              | 836     | 0,12  | 0      | en stagnation | 0      | 0      | en stagnation |
|                                   |                                              |         |       |        |               |        |        |               |
| Votes valides                     | Votes valides                                | 694 101 | 99,02 |        |               |        |        |               |
| Votes blancs et nuls              | Votes blancs et nuls                         | 6 880   | 0,98  |        |               |        |        |               |
| Total                             | Total                                        | 700 981 | 100   | 41     | en stagnation | 10     | 51     | en stagnation |
| Abstentions                       | Abstentions                                  | 141 773 | 16,82 |        |               |        |        |               |
| Nombre d'inscrits / participation | Nombre d'inscrits / participation            | 842 754 | 83,18 |        |               |        |        |               |

### Analyse
Au pouvoir depuis cinq ans, le SPD du ministre-président Oskar Lafontaine devient le premier parti depuis 1955 à réunir la majorité absolue des voix. En conséquence, il conforte sa très courte majorité absolue et accroît l'écart avec l'opposition de un à neuf députés. La CDU du ministre fédéral de l'Environnement Klaus Töpfer, premier parti du Land de 1955 à 1980, est reléguée 21 points derrière et obtient sa plus faible représentation en 35 ans d'activité parlementaire. Le FDP/DPS de l'ancien ministre de l'Économie Horst Rehberger, auteur d'une performance à deux chiffres cinq ans auparavant, il parvient de justesse à maintenir sa place au Landtag, et Les Républicains réalisent la meilleure performance d'un parti d'extrême droite depuis 20 ans.